# Hryhorij Surkis

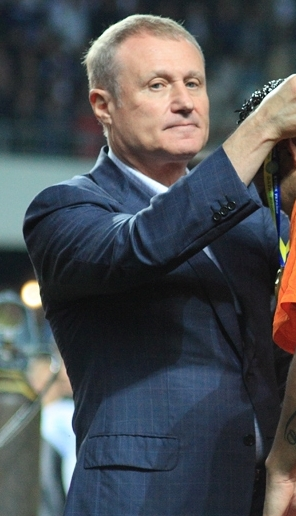
Hryhorij Surkis (2011)

Hryhorij Mychajlowytsch Surkis (ukrainisch Григо́рій Миха́йлович Су́ркіс; russisch Григорий Суркис, Grigori Surkis; * 4. September 1949 in Odessa) ist ein ukrainischer Oligarch und Sportfunktionär. Surkis war von 2000 bis September 2012 Präsident des ukrainischen Fußballverbands (FFU). Er ist auch Mitglied des Exekutivkomitee der UEFA sowie Vorsitzender der Kommission für Nationalmannschaftswettbewerbe und stellvertretender Vorsitzender der Kommission für Stadien und Sicherheit in der UEFA. Surkis war in der Ukraine zuständig für die Organisation der Fußball-Europameisterschaft 2012, die parallel in der Ukraine und in Polen stattfand. Der studierte Ingenieur und heutige Milliardär gehört zum kleinen Kreis der mächtigen Oligarchen der Ukraine. Surkis spielte, vor allem in den 1990er Jahren, auch eine bedeutende Rolle in der ukrainischen Politik.

## Leben
Von 1975 bis 1991 arbeitete Surkis noch für das Normalgehalt von nur wenigen hundert Rubel in der Bauabteilung der Stadtverwaltung der Hauptstadt Kiew, zuletzt als Leiter des Wohnungsbau-Kombinats. Nach der Unabhängigkeit der Ukraine (1991) machte er Karriere und investierte mit Geld unbekannter Herkunft in Erdöl, Landwirtschaft und Banken.
Im Jahr 1993 kaufte Surkis seinen Lieblingsfußballverein Dynamo Kiew, dessen Präsident er bis 1998 war; seitdem wird der Verein von Bruder Ihor geführt. 1995 versuchten beide Brüder, den spanischen Schiedsrichter Lopez Nieto mit teuren Pelzmänteln für ein Europapokal-Spiel des Vereins zu bestechen. Dynamo Kiew wurde daraufhin für ein Jahr gesperrt. 1996 wurde Surkis Präsident der nationalen Fußballliga der Ukraine, 1998 Mitglied des Olympischen Komitees.
Surkis gehörte längere Zeit zu den Anführern des sogenannten „Kiewer Clans“, eines einflussreichen Netzwerks von mehreren ukrainischen Großindustriellen. Im März 1998 wurde er als Mitglied der Vereinten Sozialdemokratische Partei der Ukraine (Sozial-demokratytschna partija Ukrajiny) in die Werchowna Rada gewählt. Im Jahr 1999 unterstützte er die Kampagne zur Wiederwahl des damaligen Präsidenten Leonid Kutschma, im selben Jahr kandidierte er in Kiew für das Amt des Bürgermeisters, verlor allerdings diese Wahl gegen Oleksandr Omeltschenko mit nur 17 Prozent der Stimmen, trotz einer intensiven Werbekampagne, deutlich.
Als Präsident des Industrie- und Finanzkonzerns Slawutytsch, einer geschlossenen Aktiengesellschaft mit den Kernbereichen Energielieferung, Verarbeitung von landwirtschaftlichen Produkten und Investitionsprojekte, nimmt er heute auch als Haupteigner von Fernsehkanälen Einfluss auf die ukrainische Medienwelt. Vor der Präsidentschaftswahl im Jahr 1999 kontrollierte Surkis ein Viertel der regionalen Stromversorger. Surkis galt auch in der Regierungszeit des Präsidenten Wiktor Juschtschenko als einer der einflussreichsten Männer der Ukraine.

## Kritik
Am 19. März 2019 wurde ein Strafverfahren gegen den ehemaligen Präsidenten des ukrainischen Fußballverbandes Hryhorij Surkis wegen Veruntreuung, Unterschlagung oder Beschlagnahme von Eigentum aufgenommen. Ausgangspunkt war das Planungsverfahren für eine Trainingsbasis für Nationalmannschaften im Dorf Horenytschi bei Kiew, das 2003 von Surkis und dem FFU-Vizepräsidenten Oleksandr Bandurko eingeleitet wurde. Auf einer Fläche von 40 Hektar sollten eine Arena und 10 vollwertige Fußballfelder gebaut werden. Die Mittel für den Bau wurden von inländischen Vereinen von der Saison 2000/2001 bis zur Saison 2003/2004 als „Solidaritätszahlungen“ an die UEFA gezahlt. Für den Bau in Horenytschi wurden 12 Millionen Hrywnja bereitgestellt (fast 2 Millionen Euro zum Wechselkurs von 2003). Die Sportbasis wurde jedoch nie gebaut.
Nach einer Veröffentlichung im Der Spiegel mit dem Titel „Wie UEFA-Zahlungen auf den Britischen Jungferninseln erschienen“ und einer internen Untersuchung stellte der ukrainische Fußballverband im November 2019 Strafanzeige gegen Surkis wegen Unterschlagung in Höhe von 380 Millionen Euro.
Laut Der Spiegel hat die UEFA ab 1999 (über 15 Jahre) Mittel in Höhe von insgesamt 380 Millionen Euro für den ukrainischen Fußballverband und die Entwicklung des ukrainischen Fußballs, der Offshore-Gesellschaft Newport Management Limited, überwiesen.
Dieses Unternehmen ist auf den Britischen Jungferninseln registriert und wird laut Veröffentlichung von Hrygoryi Surkis kontrolliert, der von 2000 bis 2012 die FFU leitete und mehr als 10 Jahre (bis Februar 2019) Mitglied des UEFA-Exekutivkomitees war.
Am 21. Januar 2020 wies das Bezirksgericht Holossijiw in Kiew darauf hin, dass die Polizei und das Büro des Generalstaatsanwalts die Verwendung von UEFA-Mitteln untersuchen, die der ukrainische Fußballverband während der Präsidentschaft von Hryhorij Surkis für das Offshore-Zwischenunternehmen Newport Management Ltd. erhalten hat.
Hryhoriy Surkis wurde der Bestechung der Mitglieder der vorläufigen Untersuchungskommission „Fußball“ der Werchowna Rada der Ukraine verdächtigt, die den Bau von Fußballfeldern untersucht, in einer Höhe von bis zu 1 Million UAH.

### FootballLeaks-2
In Deutschland veröffentlichen die Journalisten Rafael Buschmann und Michael Wulzinger und „Der Spiegel“ FootballLeaks-2.
Ein separater Abschnitt des Buches mit dem Titel „Die Ukrainische Bruderschaft“ beschreibt den Weg von Ihor und Hryhorij Surkis im Fußball sowie ihre Interaktion mit dem Newport Offshore, durch den das gesamte Vereinsgeld der Hauptstadt seit 1993 fließt. In ihrem Buch zitieren Autoren FootballLeaks2-Dokumente.
Das Buch besagt, dass Dynamo Kiew seit 1993 finanziell vollständig mit Newport verbunden ist. Es wird vom aktuellen Clubchef Ihor Surkis kontrolliert. In Bezug auf die FIFA-Daten stellen die Autoren fest, dass 2011–2017 Dynamo aus Newport für den Kauf von 82 Kiewer Spielern 324 Millionen US-Dollar ausgab, wobei dafür keine Steuern in der Ukraine bezahlt wurden.

### Kriminalität in Kiew
Am 18. Dezember 2019 veröffentlichte die deutsche Ausgabe von Kicker einen Artikel mit dem Titel „Crime in Kyiv“. Der Artikel spricht darüber, wie UEFA-Mittel für den ukrainischen Fußball in ein Offshore-Unternehmen gelangten, das von den Brüdern Surkis kontrolliert wurde.

### Bestechung
1995 versuchten die Brüder Surkis, den spanischen Schiedsrichter der Champions League, Antonio Lopez Nieto, vor dem Spiel zwischen Dynamo und Panathinaikos zu bestechen. Sie boten zwei Nerzmäntel und 30.000 Dollar an. Infolgedessen wurde Dynamo aus der Champions League entfernt und für ein Jahr disqualifiziert.

## Auszeichnungen
- 1996: Ukrainischer Verdienstorden 3. Grades
- 1999: Ukrainischer Verdienstorden 2. Grades
- August 2006: Ukrainischer Orden des Fürsten Jaroslaw des Weisen (V. Klasse) „für große sportliche Leistungen, Mut, Selbstaufopferung und Siegeswillen bei der Fußball-WM sowie die Stärkung der internationalen Autorität der Ukraine“ durch Präsident Wiktor Juschtschenko[17]
- 2012: Orden des Fürsten Jaroslaw des Weisen (IV. Klasse)
- 2014: Orden des Fürsten Jaroslaw des Weisen (III. Klasse)